# Овинище I
Ови́нище I — железнодорожная станция в посёлке Овинищи Весьегонского района Тверской области. Относится к железнодорожной линии Кабожа — Сонково.
Осуществляется пригородное движение поездов Сонково — Пестово, Весьегонск — Сонково. Также ходит поезд дальнего следования Санкт-Петербург — Сонково.

## История
Строительство станции началось в 1913 году при строительстве железнодорожной ветки от города Красного Холма до станции Сандово. Изначально станция планировалась узловой. Название станция получила по деревне Овинище, располагающейся недалеко.
В 1918 году строится железнодорожная линия от Овинища до Весьегонска. От Весьегонска линия продолжается до Суды и до Череповца. Поворот на Весьегонск от ветки Красный холм — Сандово выполнен от поста Овинище-II. Станция Овинище I уже работала.
В 1926 году участок от Красного холма до Весьегонска после реконструкции официально открылся.

## Инфраструктура
Имеется здание железнодорожного вокзала. Осуществляется продажа билетов на пассажирские поезда. Посадка и высадка пассажиров.
Железнодорожная линия и станция не электрифицированы. От станции отходят однопутные ветки.
Сохранилась водонапорная башня.